# Hypsognathus fenneri

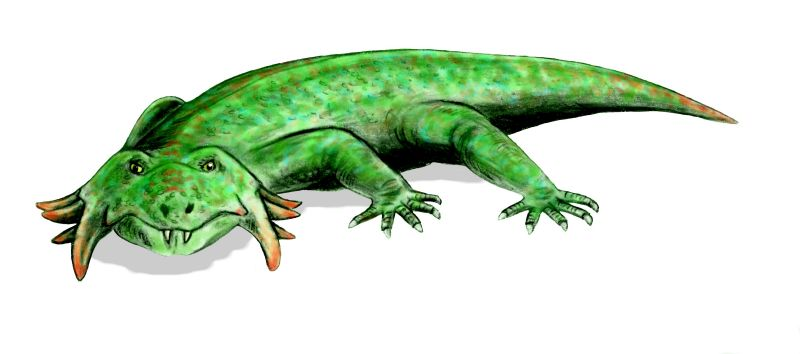
Реконструкция внешнего облика гипсогната, выполненная художником Нобу Тамура

Hypsognathus fenneri (лат.) —  вымерший вид парарептилий-анапсид из семейства проколофонов, окаменелые останки которого были найдены в позднетриасовых отложениях Нью-Джерси и Коннектикута. Единственный вид рода Hypsognathus.
Имея длину в 33 сантиметра, Hypsognathus напоминал современных ящериц средних размеров, хоть и не был родственен таковым. Из-за его широких зубов Hypsognathus принято считать растительноядным животным. У него было приземистое, коренастое тело и относительно короткий хвост, из-за чего он был неспособен к быстрому передвижению. У него были своеобразные шипы в задней части головы, вероятно, для защиты от хищников, в частности, ранних теропод.

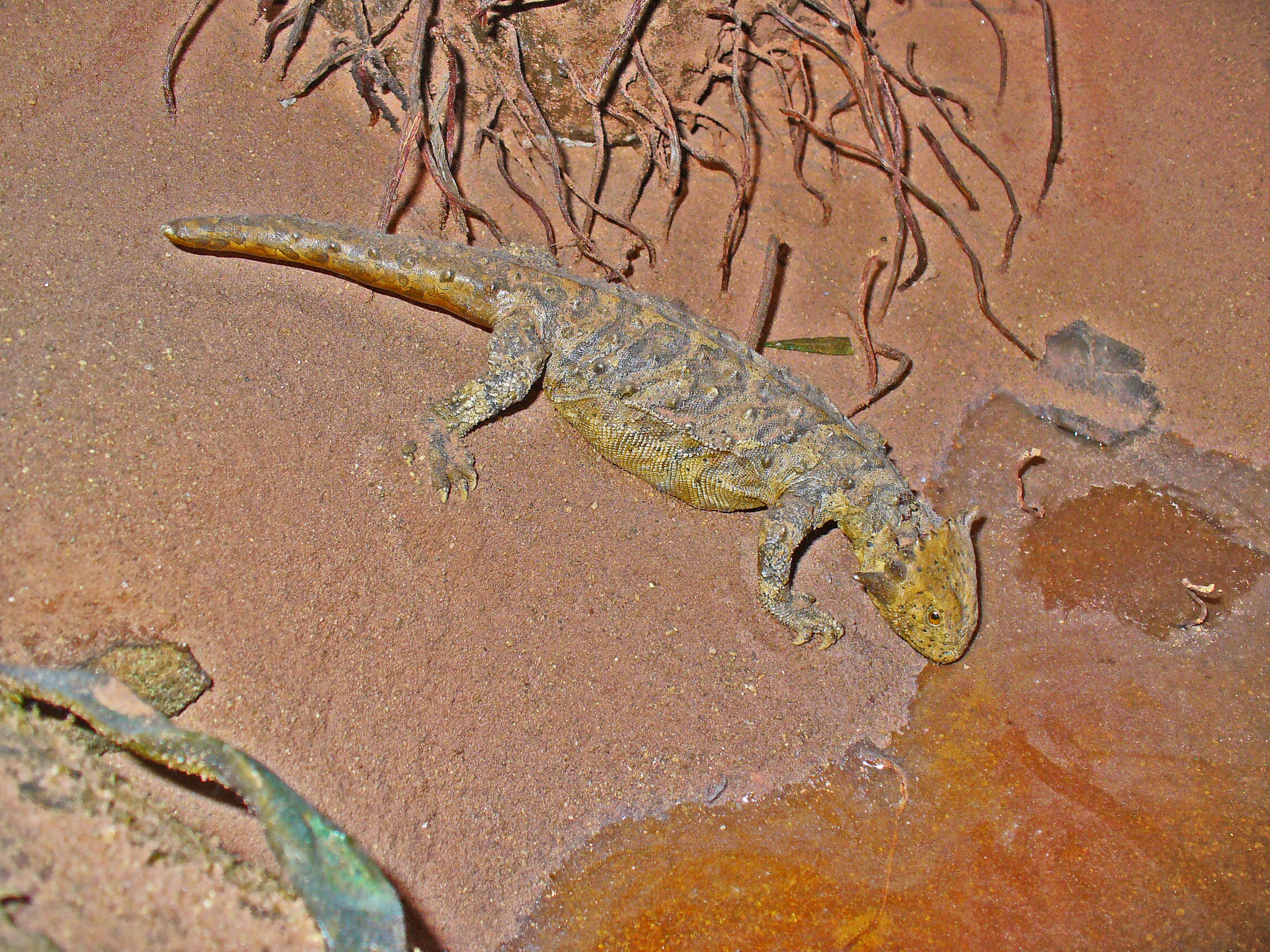
Модель в натуральную величину, выставленная в палеонтологическом музее города Карлсруэ

Обитал примерно 215—200 миллионов лет назад. Он был одним из последних проколофонов, выжил, вероятно, благодаря своей уникальной эволюционной нише — предполагается, спасла его как раз его растительноядность, отличавшая эту рептилию от большинства других анапсид.